# TTC3P1
TTC3P1‏ (None) هوَ بروتين يُشَفر بواسطة جين TTC3P1 في الإنسان.